# Stefano Murialdo
Stefano Murialdo (1776 – 1838) è stato uno scultore italiano del Settecento che operò soprattutto in Liguria.

## Biografia
Stefano Murialdo (soprannominato anche Crocetto) nella sua carriera ha prodotto sculture di soggetto sacro conservate in  chiese e oratori di Savona e dintorni.

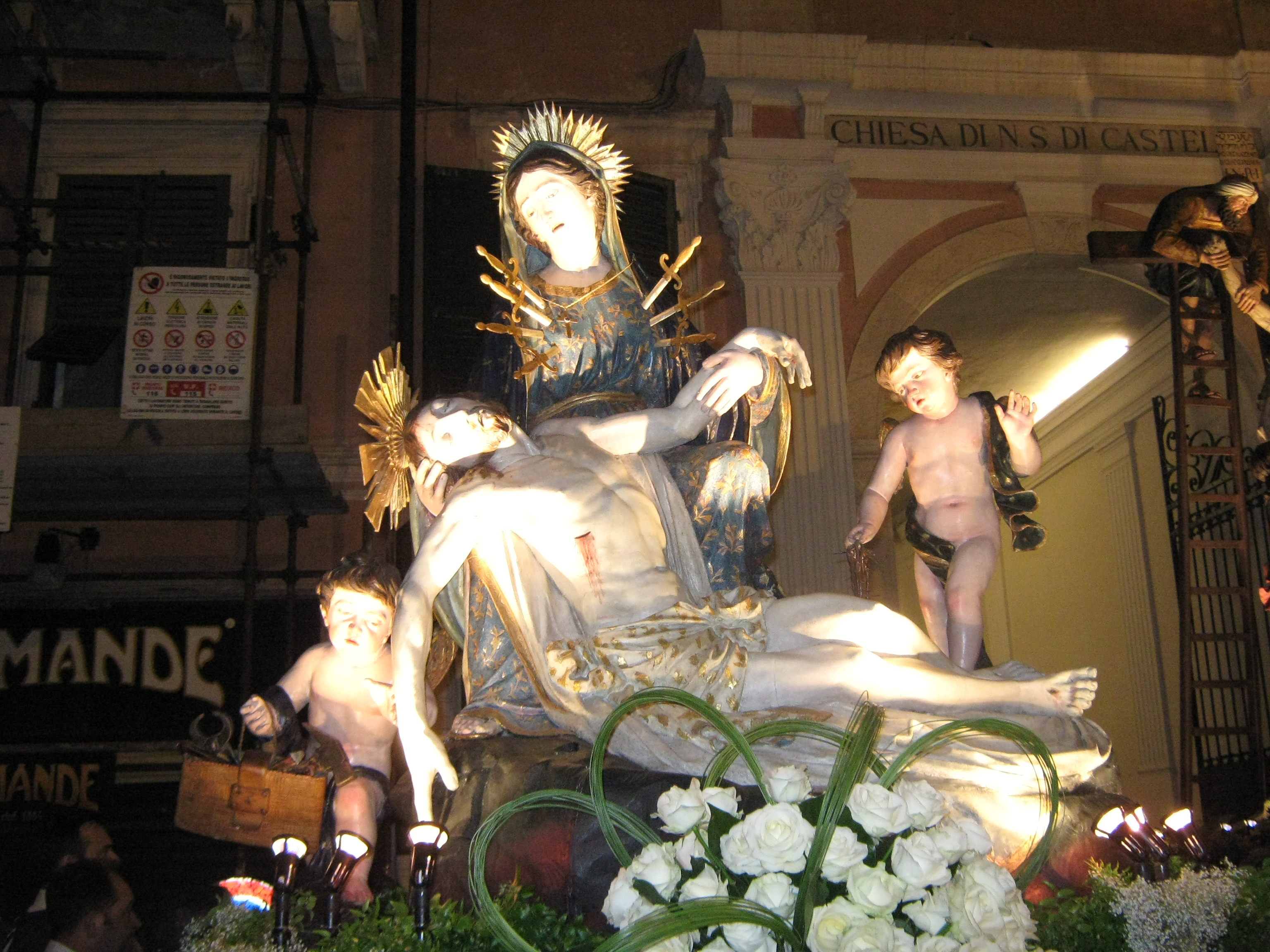
Cassa processionale La Pietà, Stefano Murialdo, 1833. Processione del Venerdì Santo di Savona 2010

## Opere
- Oratorio di Nostra Signora di Castello (Savona): La pietà, "cassa" lignea per la Processione del Venerdì Santo di Savona realizzata nel 1833.
- Chiesa dell'Immacolata Concezione a Cosseria: statua lignea di Madonna con bambino.
- Chiesa di San Giovanni Battista (Stella): cassa processionale del Battesimo di Cristo (1811), restaurata nel 2011 da Antonio Silvestri.
- Oratorio di San Francesco d'Assisi in San Bernardo: statua lignea di San Francesco (1814), andata perduta.